# Lokmat
Lokmat (litt. "L'Avis du Peuple") est un journal marathi publié dans l'État de Maharashtra, en Inde. Fondé en 1971 par Jawaharlal Darda, il s'agit du journal marathi le plus lu en Inde. Lokmat est également accessible en ligne et est publié en hindi (Lokmat Samachar) ainsi qu'en anglais (Lokmat Times).

## Chaîne de télévision d'information
Lokmat étendit ses activités médiatiques à la diffusion par le biais d'une coentreprise à 50-50 avec CNN-News18. La coentreprise, IBN-Lokmat Private Limited (« IBNL »), exploite IBN-Lokmat, une chaîne de télévision d'information et d'actualité en marathi 24 heures sur 24 et 7 jours sur 7, diffusée à partir du 6 avril 2008.

## Controverses

### Controverse concernant une caricature de l'État islamique en 2015
En 2015, une caricature publiée à côté de l'article "ISIS cha Paisa" (L'argent de l'État islamique), concernant le modèle de financement de l'organisation terroriste État islamique, ayant mené à de violentes manifestations des peuples musulmans, l'État islamique attaqua les bureaux du journal à Jalgaon, Dhule, Nandurbar, Malegaon, ainsi que d'autres endroits à travers le Maharashtra. Les manifestants estimèrent que la caricature était "blasphématoire". De nombreuses plaintes furent déposées auprès de la police concernant la caricature, et par conséquent, un premier rapport d'information fût porté contre les propriétaires, le dessinateur et le rédacteur en chef. Le journal publia ses excuses,,,. La police déclara qu'ils ont augmenté leur sécurité dans tous les bureaux de Lokmat à travers le Maharashtra après les attaques.